# Mělnická (Praha)
Mělnická ulice na Malé Straně v Praze spojuje ulice Zborovská a Újezd. Nazvána je podle středočeského města Mělník. Je dlouhá asi 150 metrů a nachází se mezi ulicemi Petřínská a Plaská, se kterými je rovnoběžná. V severovýchodní části ulice je budova gymnázia Christiana Dopplera, které je zaměřeno na matematiku a fyziku.

## Budovy, firmy a instituce
- Gymnázium Christiana Dopplera – Mělnická 2, Zborovská 45[1]
- hotel Malá Strana – Mělnická 9[2]
- bistro Diversion – Mělnická 12[3]
- památkový předsazený výkladec – Mělnická 12[4]
- hotel Atos – Mělnická 13[5]